# NGC 685
NGC 685 ist eine Balken-Spiralgalaxie im Sternbild Eridanus am Südsternhimmel. Sie ist schätzungsweise 56 Millionen Lichtjahre von der Milchstraße entfernt ist und hat einen Durchmesser von etwa 60.000 Lichtjahren.
Das Objekt wurde am 3. Oktober 1834 vom britischen Astronomen John Herschel entdeckt.